# Renzo Rabino
Renzo Facundo Rabino Albín, noto semplicemente come Renzo Rabino (Young, 19 dicembre 1997), è un calciatore uruguaiano, difensore del Danubio.

## Caratteristiche tecniche
È un terzino sinistro.

## Carriera
Cresciuto nel settore giovanile dell'Atenas, ha debuttato in prima squadra il 9 luglio 2017 disputando l'incontro di Segunda División Profesional vinto 1-0 contro il Rentistas.

## Palmarès

### Club

#### Competizioni nazionali
- Copa Uruguay: 1

Defensor Sporting: 2022